# Privilegio de la Unión (1423)
En Navarra se denomina Privilegio de la Unión al decreto redactado en romance navarro por el cual los tres principales núcleos de población (llamados también los tres "burgos" de Pamplona: la Ciudad de la Navarrería, Burgo de San Cernin y Población de San Nicolás) pasaban a formar una entidad conocida propiamente, y desde entonces, como la Ciudad de Pamplona. Previamente habían funcionado, durante la Edad Media, como entidades administrativas diferenciadas. El documento, firmado el 8 de septiembre de 1423 por el rey Carlos III de Navarra, también tenía como finalidad el establecimiento de un acuerdo que pusiera fin a las seculares disputas entre ellos, así como de unas ordenanzas que regularan su funcionamiento.
Por disposición real, la ciudad exhibió a partir de entonces una nueva enseña y comenzó un nuevo proyecto de edificaciones defensivas, uniendo los espacios que quedaban entre los burgos con nuevas murallas y eliminando paulatinamente las murallas interiores. Este proceso dio lugar a nuevas calles, como la que lleva por nombre, aún hoy en día, calle Nueva, en el Casco Antiguo de la ciudad.
Carlos III el Noble lo convirtió en fuero con rango de ley reuniendo a las Cortes de Navarra para realzar el acto con mayor solemnidad y jurar ante ellas respetar a perpetuidad la nueva legislación.
El Ayuntamiento de Pamplona se rigió por las disposiciones del Privilegio de la Unión desde el 8 de septiembre de 1423 hasta el 7 de septiembre de 1836, salvo el período comprendido entre el 26 de marzo de 1820 y el 18 de septiembre de 1823 que tuvo un Ayuntamiento del Gobierno. El 1 de enero de 1837 tomó posesión un nuevo ayuntamiento constitucional formado a través de una comisión preparatoria en vigor desde el 8 de septiembre anterior.

## Historia
Para entender el relieve de esta ley, es imprescindible el conocimiento previo del contexto histórico en que se promulgó, especialmente de episodios trágicos como fue la Guerra de Navarra o de la Navarrería ocurrida 150 años antes (1272) que supuso la desolación durante medio siglo del núcleo pamplonés más antiguo establecido en torno a su catedral.

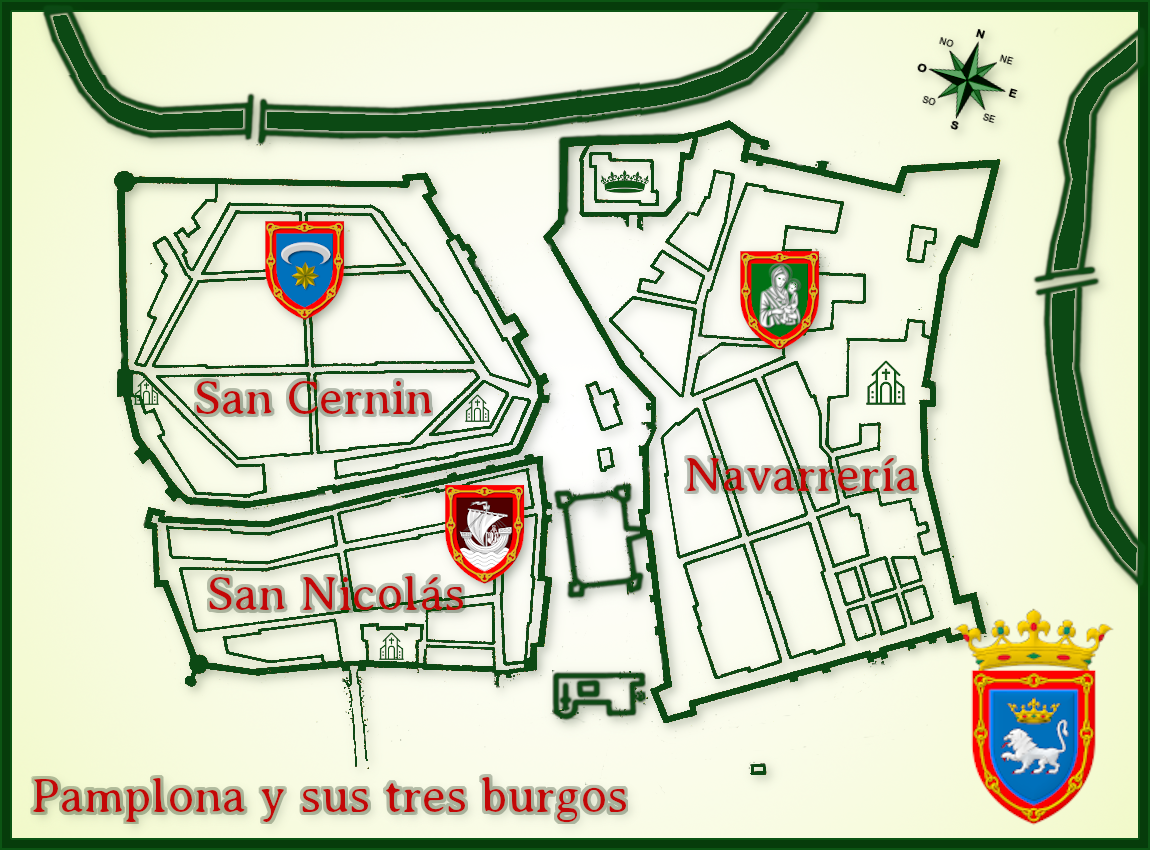
Burgos de Pamplona

### Del municipio romano al señorío eclesiástico
Durante la dominación romana, todos los municipios compartían los mismos elementos: «una ciudad y un territorio rural». En el caso de Pompelo su régimen de gobierno local −las asambleas ciudadanas, el senado o curia y los magistrados− se ocupaba de la administración de la ciudad. Aunque en general el municipio romano entra en crisis desde el siglo III. Durante la monarquía hispanovisigoda, el área de influencia territorial y episcopal se solaparon, como ocurrió en otras ciudades peninsulares, manteniéndose esta dinámica tras la caída del reino visigodo. En el contexto de la Europa feudal del siglo XI, los monarcas, ante el auge de señores feudales y eclesiásticos, verán en los municipios, ahora protegidos directamente por ellos, una fuente de ingresos al tiempo que un contrapunto al poderío nobiliar. En el territorio septentrional peninsular se constata igualmente esta tendencia europea. Tras la restauración de Pamplona como capital del incipiente reino epónimo, de la mano de Sancho Garcés III el Mayor, el señorío juridisccional sobre la ciudad se confirma al obispo en tiempos de Sancho Ramírez, hacia 1092 pero todavía en estos momentos sigue sin recuperar su carácter de municipio.
A pesar de tales circunstancias, los posteriores reyes aplicaron en varias localidades sucesivas políticas de repoblación que fueron conformando barrios y poblaciones compuestas principalmente por grupos sociales procedentes de otros lugares, que serán conocidos especialmente como francos, no tanto por su lugar de procedencia étnica, sino como grupos sociales que disfrutaban de una situación socio-jurídica propia. Las concesiones de los fueros de Jaca ayudó en varios casos a conformar esas entidades urbanas diferenciadas e independientes. Así, Alfonso I el Batallador promulga en 1129 el fuero relativo a los pobladores del plano de San Saturnino de Iruña o Pamplona. Tal fuero prohíbe la admisión de pobladores de condición social diferente, tales como «villanos, infanzones o clérigos.»
Aunque no hay fecha precisa del momento exacto del nacimiento, la Población de San Nicolás, que ya aparece mencionada en 1184, fue una amalgama social donde se mezclarían elementos sociales tanto francos como infanzones y villanos, sirviendo de respuesta, ante la saturación demográfica del recinto de San Cernín, a un nuevo crecimiento poblacional. Para comienzos del siglo XIII Pamplona ya habría dibujado su planta urbana en torno a los tres burgos, absorbiendo incluso la Navarrerría al llamado «burgo» de San Miguel, cuya naturaleza, a pesar del nombre, era similar a otras juderías del reino aunque estuviera bajo jurisdicción del señorío eclesiástico.

### Relaciones entre los núcleos medievales de Pamplona
La historiadora María Ángeles Irurita Lusarreta (1928-2018) realizó, y publicó, su tesis sobre El Municipio de Pamplona en la Edad Media en 1959. Unos años más tarde, en 1988 y durante el Primer Congreso de HIstoria de Navarra, presentó una comunicación en la que afirmaba que fueron numerosos «los intentos de aproximación y las actuaciones conjuntas» entre los diferentes burgos, mientras que la historiografía previa se había focalizado en estudiar más «las facetas negativas de esas relaciones, los motivos de discordia». Para ello se basaba, y relacionaba, en ocho documentos que ya había publicado con su tesis doctoral. En el documento de fecha más temprana, 1266, se recoge una «Avenencia entre los jurados y concejos del burgo de San Cernín, de la Navarrería, de la población de San Nicolás y del burgo de San Miguel». Está fechado pocos años antes de la Guerra de la Navarrería y está elaborada y firmada «por la totalidad de las partes que formaban Pamplona.» En 1287 se firma otra avenencia pero fue ya tras la guerra mencionada, la Navarrería y San Miguel habían desaparecido y solamente firmaron «los jurados y concejos del burgo de San Cernin y de la población de San Nicolás.» Entre ambos documentos, además, hay notables diferencias también en lo relativo a su contenido: el primero era un simple tratado de paz y amistad –roto a los pocos años– y el segundo un acuerdo más elaborado entre dos partes que, al contrario del primero, permaneció en vigencia hasta 1423.
Con la recuperación de la vida en la Navarrería se retoman las relaciones con los vecinos y en 1327 «el alcalde y los 12 jurados de la Navarrería nombran procuradores para ponerse de acuerdo con los alcaldes y jurados del burgo de San Cernin y de la población de San Nicolás sobre la guarda de los términos de Pamplona»
Finalmente, ya en 1390, la avenencia de 1287 entra en tela de juicio al tener que dictar Carlos III ordenanzas para evitar las discordias entre el burgo de San Cernin y la población de San Nicolás estableciendo una única comunidad y universidad entre ambos para siempre.

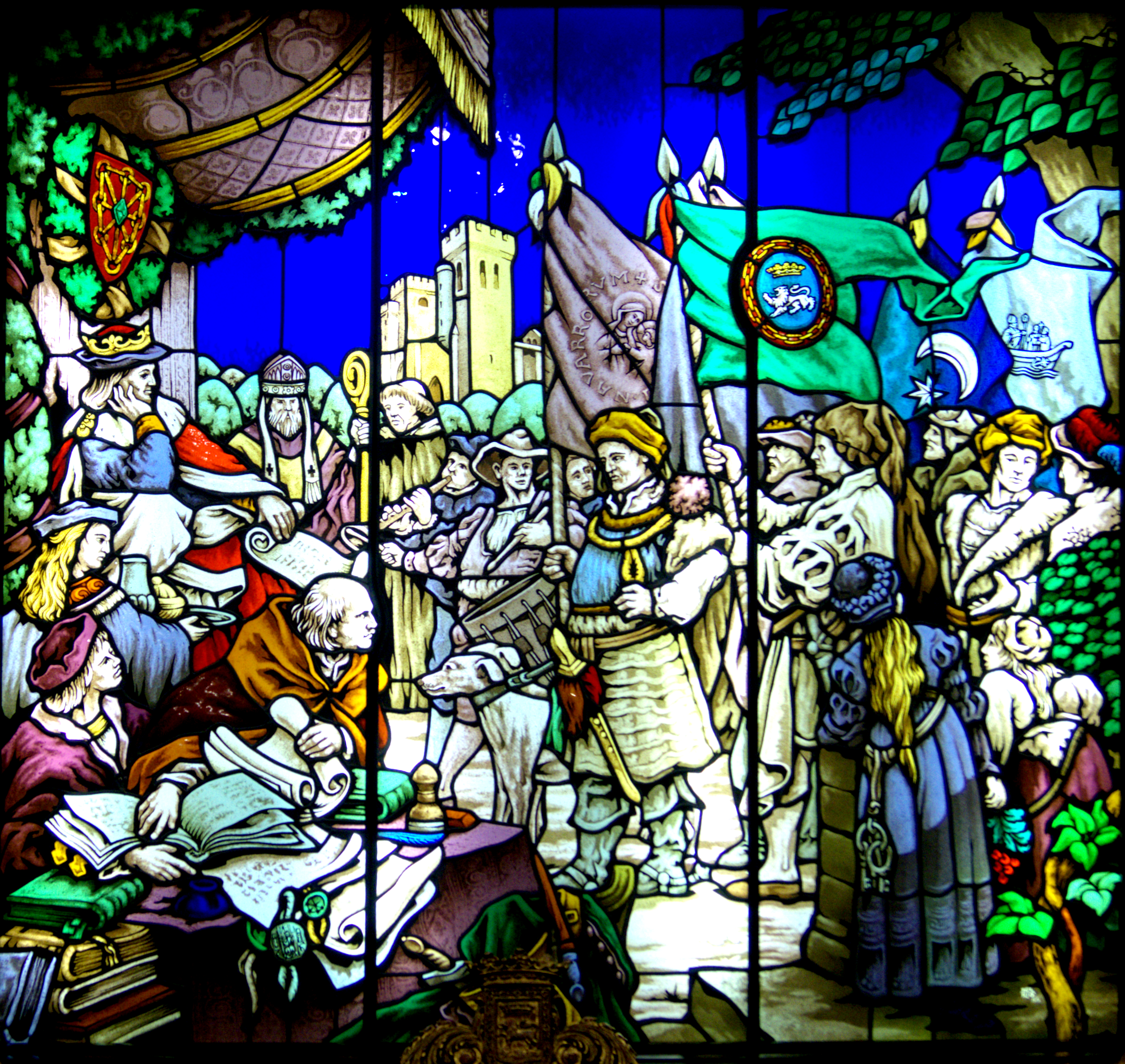
Privilegio de la Unión. Vidriera presidiendo el Salón de Plenos municipal de Pamplona, obra de Javier del Río (1995) Dos de los personajes intervinientes en la escena toman el rostro de sendos funcionarios municipales contemporáneos: Jesús Lorda Yoldi, secretario municipal entre 1990-2001 (escribiente) y Valentín Redín Flamarique, jefe de Protocolo (abanderado).

## Estructura
Está compuesto por 29 capítulos, reglas, indicando la manera en la que el nuevo regimiento de Pamplona (denominación dada entonces al ayuntamiento) debía regir su funcionamiento: símbolos, elección de jurados, alcalde, notarios y tesoreros, los plenos, administración de justicia, recaudación tributaria, establecimiento de pesos y medidas, etc. También recoge cómo debe procederse a la elevación de este privilegio a la categoría de fuero y ley propio de Pamplona y debiendo ser aprobado por los tres Estados del Reino de Navarra, reservando para sí, y sus sucesores, «poder y autoridad para corregir, enmendar e interpretar el Privilegio y publicarlo donde convenga.» Siguiendo el resumen publicado en 1923 con ocasión de la celebración del V Centenario de su promulgación, la estructura del contenido se desglosa así:

### Preámbulo
Expone Carlos III que «las Universidades del Burgo [de San Cernin], Población [de San Nicolás] y Navarrería de Pamplona le han suplicado que, para evitar los debates, contiendas, heridas y homicidios de los tiempos precedentes convendría que las tres jurisdicciones de dichos barrios se uniesen perpetua e indivisiblemente formando en adelante un solo cuerpo o comunidad, con una sola jurisdicción.»

### Capítulo I: Una ciudad con rentas y términos únicos y comunes
El Burgo de San Cernin, la Población de San Nicolás y la Navarrería constituirán en adelante una sola comunidad o cuerpo indivisible con una sola jurisdicción. Las rentas y términos de las tres poblaciones serán comunes a toda la Ciudad de Pamplona, y se inscribirán en el plazo de tres meses en un libro común que tendrá carácter de carta o documento público.

### Capítulo II: Número de jurados y su nombramiento
Los Jurados (regidores) serán diez: cinco por el Burgo, tres por la Población y dos por la Navarrería y serán elegidos anualmente, el domingo anterior y más cercano al 8 de septiembre, festividad de Santa María. Los jurados salientes elegirán a los entrantes, los cuales prestarán juramento de regir bien las rentas del pueblo y de cumplir las cosas contenidas en el Privilegio, bajo las penas que en el mismo se mencionan.

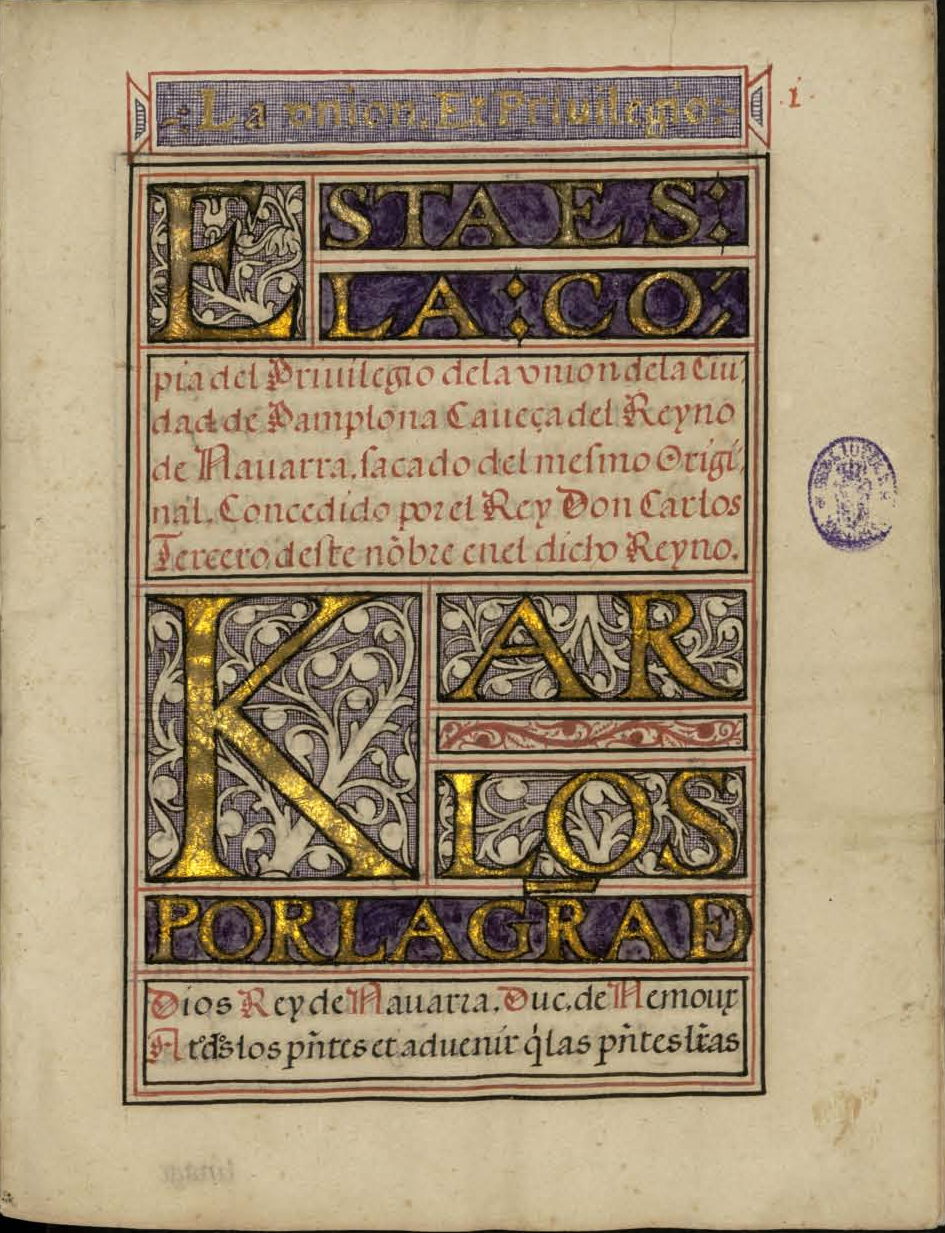
Página inicial de la copia elaborada a finales del siglo XVI y conservada en la Biblioteca Nacional.

### Capítulo III: La Casa de la Jurería o casa consistorial
La Casa de Jurería, o casa consistorial, se debía construir en el foso situado delante de la Torre de la Galea. El lugar era un paraje en terreno neutral o tierra de nadie. El emplazamiento es el mismo ocupado por el actual edificio municipal. Hasta que se construyera, las reuniones se harían en el Hospital de la Iglesia de San Cernin.
Los jurados se congregarán al toque de campana en la Jurería, para tratar de todos los asuntos de la Ciudad, y el Alcalde, dará también sus audiencias, en la referida Jurería. 

### Capítulo IV: Orden de asiento de los jurados y tiempo de espera para ser reelegidos
La posición ocupada por cada uno era un aspecto muy cuidado y serio. Así se establece que habría dos sitios o bancos, colocados uno frente al otro, para sentarse los Jurados. El orden de colocación de los Jurados era:
- Banco de la derecha: Regidor cabo del Burgo, regidor cabo de la Navarrería, Jurado del Burgo, Jurado de la Población y Jurado del Burgo.
- Banco de la izquierda: Regidor cabo de la Población, Jurado del Burgo, Jurado de la Población, Jurado del Burgo y Jurado de la Navarrería.

El Regidor cabo del Burgo, gozaría de las preeminencias y prerrogativas disfrutadas anteriormente por los Cabos de Marqués de dicho Burgo. En ausencia del Regidor Cabo del Burgo, gozará de dichas preeminencias el Regidor cabo de la Población y ausente éste, el Regidor cabo de la Navarrería. 
No podrán ser reelegidos los Jurados en los dos años que sigan al de su actuación. 

### Capítulo V: Cómo y por qué personas se debe llevar el palio por la ciudad
Sin duda, dada su estipulación entre los primeros capítulos, era también asunto delicado e importante. Así se estipulaba que la primera vara de la derecha correspondería llevarla al alcalde, la primera de la izquierda al Regidor cabo del Burgo, la segunda de la derecha al Regidor cabo de la Población, la segunda de la izquierda al Regidor cabo de la Navarrería, la tercera de la derecha a uno de los Jurados del Burgo y la tercera de la izquierda a uno de los Jurados de la Población. 

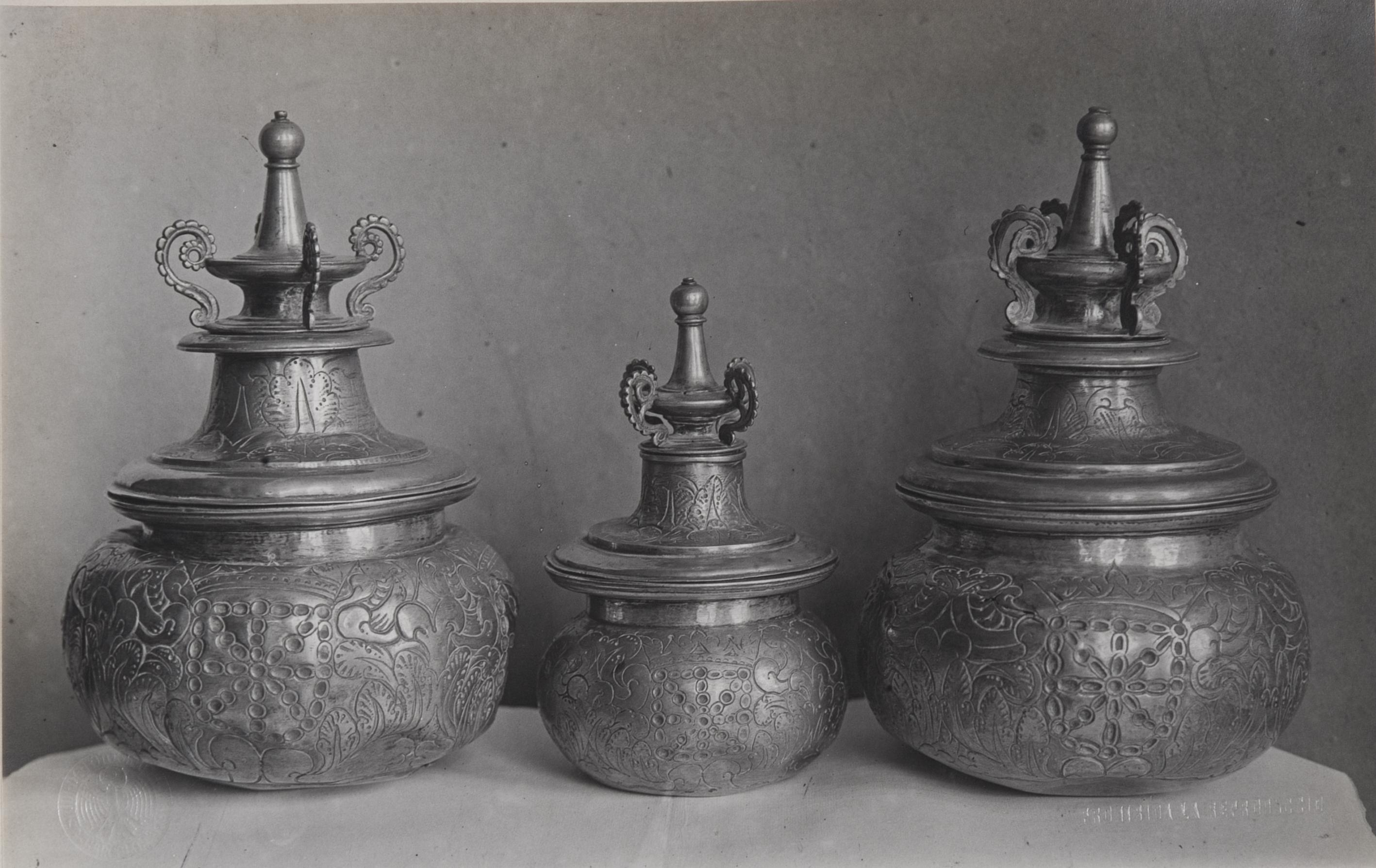
Urnas de votación de las Cortes de Navarra conservadas en el Palacio de Navarra

### Capítulo VI: Sobre la elección del alcalde y los consejeros
En el sistema de elección del alcalde se indica que el cargo será anual. Entre sus obligaciones están la de oír y juzgar los debates y pleitos, según fuero, usos y costumbres. El primer domingo tras el 8 de septiembre (festividad de Santa María), los Jurados elegirán tres hombres de entre los cuales el rey nombrará al alcalde. En el cargo se irán rotando sucesivamente los representantes de los tres burgos, siendo un año vecino del Burgo, al siguiente, de la Población y al tercero, de la Navarrería. Ese mismo domingo electoral, los Jurados elegirán a los consejeros (concejales se diría hoy). 
El primer año de la Unión, iniciado el 8 de septiembre de 1423, se designó para alcalde al bachiller en decretos Maestre Simón Clavería, alcalde de la Navarrería. Como Jurados nombró:
- Por el Burgo, a Miguel Laceilla, Martín Cruzat, Juan Zalba, Salvador de Roncesvalles y Martín Lumbier.
- Por la Población, a Domingo de Orbaiz, Juan Palmer y Martín Miguel Ezcaburu.
- Por la Navarrería a Martín de Moriello y Arnaldo de Ezcároz.

### Capítulo XI: Los privilegios propios de cada burgo serán comunes
El rey establece que todos los privilegios particulares que hasta la fecha hubiesen disfrutado cada uno de los burgos, en adelante serán igualmente disfrutados por todos los vecinos de todos los barrios de Pamplona. Con ello se eliminan muchas diferencias pasadas, donde ciertos privilegios se disfrutaban en San Cernin pero no en San Nicolás o la Navarrería.

### Capítulo XII: Las fortalezas se mantienen como están
Se establece que los habitantes del Burgo, de la Población y de la Navarrería no deberán hacer en adelante fortaleza alguna, los unos contra los otros y si las hicieren, sean derrocadas por la Señoría mayor del Reino. Mas las fortalezas que existen en el día, se mantengan, y si caen, se reparen y se pongan en debido estado.

### Capítulo XIV: Cese de pleitos, debates y demandas entre los burgos
Para que la unión de los barrios sea de mayor eficacia, todos los pleitos, debates cuestiones y demandas que existan entre el Burgo, Pobiación y Navarrería, asf como las malquerencias y enemistades que haya entre sus moradores, deben cesar y terminar para siempre. 

### Capítulo XV: Sello y pendón
Tanto los sellos, uno grande y otro pequeño, así como el pendón portarán las mismas armas:

Todo el dicto pueblo de nuestra dicta Muy Noble Ciutat de Pomplona, unido como dicto es, aya a auer un sieillo grant et otro menor para contra sieillo. Et un pendon de unas mesmas armas, de las quolles el campo sera de azur; et en medio aura un leon pasant, que sera dargent; et aura la lengoa et huynnas de gulean. Et alrededor del dicto pendon aura un renc de nuestras armas de Nauarra, de que el campo sera de gulean et la cadena que yra alrededor, de oro. Et sobre el dicto león, en la endrecha de su exquina, aura en el dicto campo del dicto pendon una corona real de oro, en senyal que los reyes de Nauarra suelen et deuen ser coronados en la eglesia Cathedral de Santa Maria de nuestra dicta Muy Noble Ciudad de Pomplona.

Escudos de armas de Pamplona
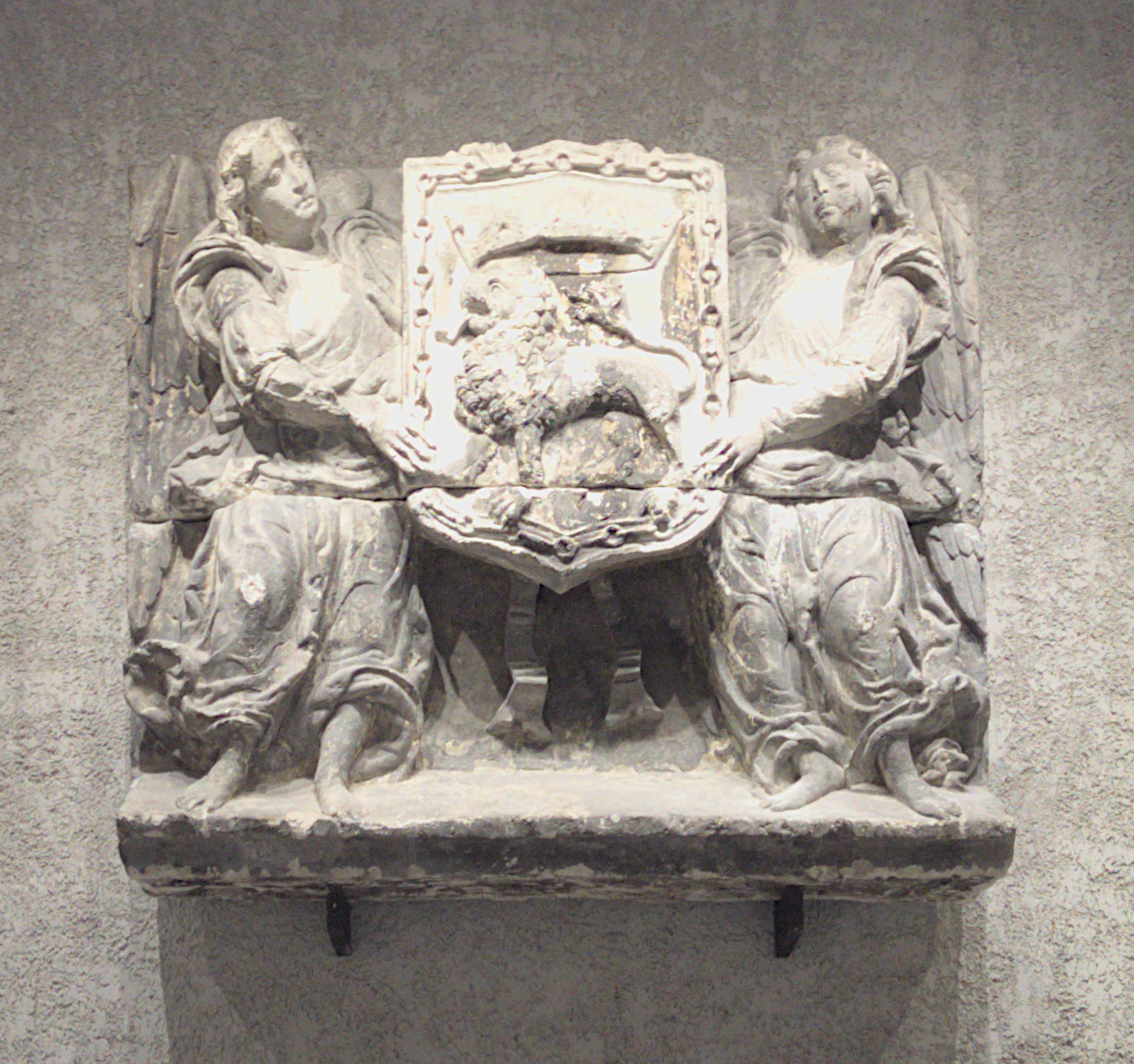
Posible primer escudo de armas de la Ciudad de Pamplona
Pendón de Pamplona según se describe en el Privilegio de la Unión de 1423.

Este capítulo informa, indirectamente, de cuáles eran las armas del Reino de Navarra en 1423. Si hasta entonces no está claro el uso de las cadenas, sí lo está que desde entonces se puede hablar de ellas como parte de tales armas. Al ser «un texto legal con valor de "capítula de fuero", Carlos III consagró la identificación al referirse a la "cadena" sobre fondo de "gueules" (gules o rojo) como "nuestras armas de Navarra".

### Capítulo XVI: El marcado de la plata
El sello de marcar la plata, con las armas del Burgo, se destruya y se haga otro con una corona y la inscripción: Pamplona. Será guardado a perpetuo por un vecino del Burgo. Los veedores que marquen la plata serán: uno vecino del Burgo, otro de la Población y el otro de la Navarrería, y serán nombrados por los Jurados. 

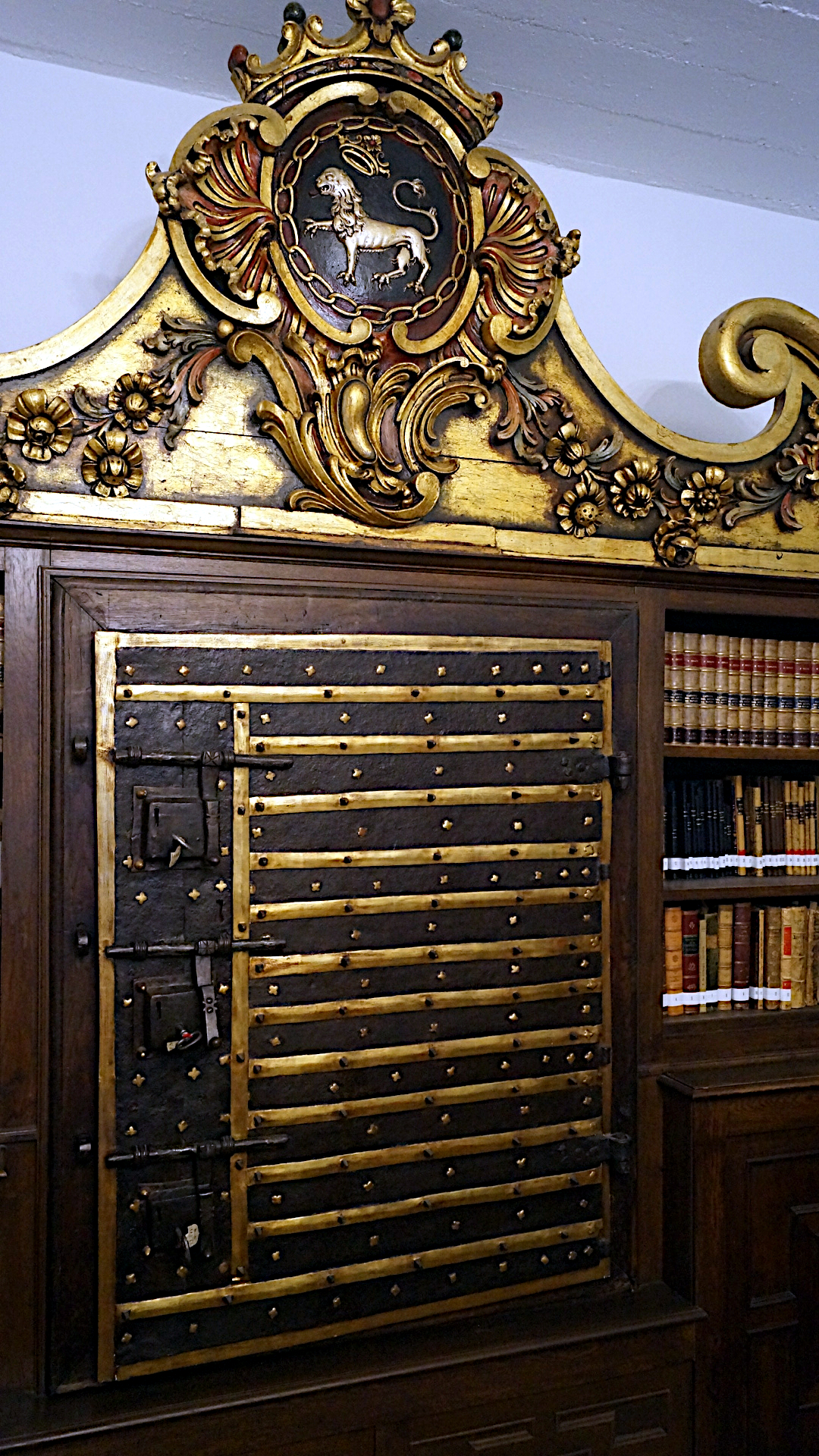
Arca de tres llaves (Archivo Municipal de Pamplona) donde se preservaban los documentos más importantes.

### Capítulo XVIII: El archivo municipal
Se estipula la necesidad de una fuerte arca de roble donde depositar los privilegios, sellos y el pendón municipal. Se da un plazo de diez días, tras la aprobación de la nueva ley. El arca deberá tener tres llaves, siendo sus depositarios el regidor cabo del Burgo, el regidor cabo de la Población y el regidor cabo de la Navarrería.

### Capítulo XIX: Se eliminan las mugas entre barrios
Se establece un plazo de diez días para la eliminación de mugas entre los barrios, quitando las armas de cada barrio o poniendo las nuevas armas de la ciudad.

### Capítulo XX: La Jurería (ayuntamiento) como centro de toma de decisiones
Los Jurados pueden llamar a los vecinos de sus barriadas y llevarlos a la Jurería para aconsejarse de ellos en los negocios de la Ciudad. En el caso de que a los habitantes de la Ciudad convenga salir en guerra, o a recibir al Rey o a otro Señor, que se haga esto por orden de los Jurados, y si los Jurados fuesen de opiniones diversas, se hará lo que se ordena en el Capítulo IX. Los Consejeros convocados no podrán pasar del doble de los Jurados.

### Capítulo XXI: Anulación de privilegios contrarios a la Unión
Se anulan y revocan todos los privilegios, libertades, usos y costumbres, en tanto cuanto son o puedan ser contrarios a la unión de los barrios. 

### Capítulo XXVII: El Privilegio como fuero con rango de ley
El Rey determina convocar los tres Estados del Reino, para que el Privilegio sea recibido por fuero, en el cual constará que ni él, ni sus sucesores consentirán jamás se deshaga la unión, y dichos Reyes sucesores estarán obligados, en el acto de su coronamiento, a jurar a la Ciudad de Pamplona, este Privilegio y todas las cosas contenidas en él. 
Y el Rey, puestas las manos sobre la Cruz y Santos Evangelios, jura que en ningún tiempo hará cosa alguna contra esta unión y contra lo contenido en el Privilegio y observará y guardará y hará observar y guardar los referidos Privilegio y unión.

## Autoría

### Formal
Sin duda que el rey Carlos III de Navarra fue el autor formal de este documento al detentar la autoridad soberana capaz de «promulgar una norma tan importante». Además de ser el impulsor de la nueva normativa, su nombre en la cabecera del documento y los signos de validación insertos le otorgan el valor y la facultad jurídica necesaria «capaz de cambiar el curso histórico de la capital del reino.»

### Material
Respecto al autor material de la redacción del «primer original y la suscripción de los otros tres» se atribuye a Simón de Leoz, secretario real desde agosto de 1422. Su capacitación escriptoria vendría avalada por el título de maestre que las fuentes le atribuyen, pero no hay constancia de que tuviera formación ni conocimientos jurídicos que puedan llevar a considerarle también el autor intelectual del contenido de este nuevo fuero pamplonés.

### Intelectual
Recientemente el historiador Luis Javier Fortún Pérez de Ciriza apuntaba a la sólida posibilidad de que el autor intelectual de esta normativa fuera el sangüesino Lope Jiménez de Lumbier que se caracterizó por ser «uno de los mejores colaboradores jurídicos de Carlos III» habiendo estado al servicio de la corona de Navarra durante casi 30 años (1398-1427). Lope Jiménez de Lumbier había sido uno de los procuradores nombrados por «el alcalde, los jurados y el concejo de Sangüesa» para representar a la entonces villa (ahora ciudad) de Sangüesa en las Cortes de Olite convocadas para el 23 de noviembre de 1398. En la carta de procuración se deja noticia sobre su vecindad en Sangüesa así como su papel como «jurista con formación universitaria». Años más tarde, en 1410 aclara «que también tenía el título de bachiller en decretos». Todo ello, en suma, debió servir para captar la atención real y para que fuera nombrado como uno de los 16 tutores del infante Carlos que, en su nombre (ya que apenas tenía año y medio de edad) «juraron respetar los fueros y libertades del reino» aquel 27 de noviembre de 1398 en el que las Cortes de Navarra reunidas en Olite reconocieron a este hijo del rey como futuro heredero del trono navarro.
A pesar de la prematura muerte del joven heredero (1402), la carrera de este jurista fue mejorando hasta que «se integró en la administración real y se convirtió en jurista de referencia del monarca» apareciendo en 1406 desempeñando un cargo especial como consejero en corte y siendo nombrado posteriormente, el 19 de diciembre de 1406, «abogado ante la Corte Real» con la función de defender los intereses del monarca. El 22 de septiembre de 1411 fue nombrado alcalde de la Corte Real y, con ello, realizará encargos y servicios importantes demandados por el rey que se verán reflejados en la documentación como pagos de salario y gastos de desplazamiento.
Abunda en la hipótesis sobre su autoría intelectual, además de su trayectoria anterior, su mención expresa dentro del escatocolo del Privilegio de la Unión donde es uno de los siete miembros del Consejo Real, entre los muchos que había, siendo el único alto funcionario mencionado. Los otros seis mentados, tres eclesiásticos (Sancho de Oteiza, obispo de Pamplona; Martín de Olloqui, prior de San Juan de Jerusalén; Juan Galindo, prior de Roncesvalles) y tres nobles (Carlos de Beaumont, Beltrán de Lacarra y Pierres de Peralta) cabe considerar que «pudieron participar activamente en las negociaciones con los representantes de los burgos» ya que ninguno de ellos tenía «formación jurídica o conocimientos de la administración municipal» que pudiera dar pie a considerarles autores, o intervinientes, en la redacción normativa. Por ello el investigador Fortún considera que «la mención de Lope Jiménez de Lumbier, un alcalde de Corte que no era de los miembros más poderosos del Consejo, sólo se explica por su condición de redactor del texto.»
Finalmente, en apoyo de esta hipótesis, existe otro «hecho fundamental, tangible y monetario, como es la concesión de un cuantioso premio a Lope Jiménez de Lumbier» que demostraría el grado de satisfacción del monarca por el servicio prestado por este jurista. Así, «el 25 de septiembre, apenas dos semanas después de concluirse el proceso, cobró 300 libras que Carlos III le había concedido de “gracia especial”. Era una cantidad muy alta, que equivalía a incrementar en un 75 % su salario anual como alcalde de Corte, fijado en 400 libras.» Redunda en esta certeza que otros dos alcaldes de la Cort, Lope López de Bearin y Juan de Liédena, habían realizado en Ultrapuertos durante ese verano servicios para la corona «tratando de pacificar las contiendas entre los linajes de Agramont, Lucxa y Domezain» siendo recompensados sus gastos mediante generosas dietas diarias pero, en ningún caso, con la extraordinaria generosidad mostrada después hacia Lope Jiménez de Lumbier a los pocos días de la firma pamplonesa. Más aún, tres meses más tarde, aquellos dos mostraron su malestar por la manifiesta diferencia llevando a que Carlos III tratara de arreglarlo mediante la concesión a los tres alcaldes de la Cort y al procurador de «sendas gracias especiales de 100 libras» quedando, aun así, lejos de equilibrar la remuneraciones anteriores percibidas por unos y otros.

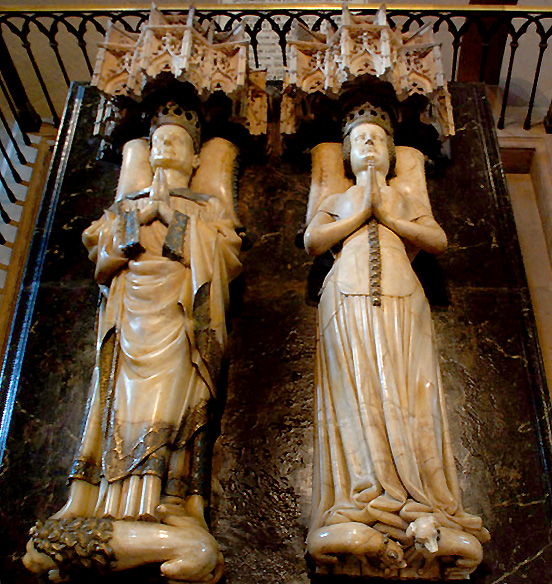
Sepulcro de Carlos III el Noble y Leonor de Trastámara, realizado entre 1416 y 1419 por Jehan Lome de Tournay. Catedral de Pamplona.

## Copias del documento
En el Archivo Municipal de Pamplona se conservan dos ejemplares originales, así como una copia, y en el Archivo Real y General de Navarra existe otro ejemplar similar a los municipales. Por último, el Archivo de la Catedral de Pamplona guarda un último original, el mejor conservado probablemente. Hay que recordar que se expidieron 4 originales para entregar a cada barrio (San Cernin, San Nicolás y Navarrería) además del que se guardó la propia cancillería real.
En el caso de los originales, son rollos de pergamino donde penden sellos de cera verde con cordones de seda también verdes. Los sellos son de Carlos III y de la Ciudad de Pamplona con las armas establecidas en el Privilegio.
En la Biblioteca Nacional de España se conserva asimismo una copia elaborada a finales del siglo XVI y firmada por varios escribanos reales, como Pedro de Labayen, el 15 de mayo de 1588, y confirmada en la misma fecha por otros como Miguel de Elcarte o Jerónimo de Sarassanos.

## Archivo Municipal de Pamplona
Una de las consecuencias inmediatas de este nuevo fuero es el germen de la creación del archivo municipal de la ciudad. Las Ordenanzas para el gobierno de los pueblos de 31 de octubre de 1547, que suponen una de las modificaciones posteriores, «regula la custodia e inventario de los documentos». En estas ordenanzas se «obligaba a los ayuntamientos a tener un arca destinada a archivo y a efectuar inventarios de los documentos que contenía». Como indica la archivera municipal Ana Hueso Pérez, «esta prescripción real, que tiene además la particularidad de ser el primer testimonio escrito en Navarra sobre la formación de archivos públicos», es la razón de peso que explica la conservación de 270 elementos documentales previos a 1423. El más antiguo, de 1129, se trata del privilegio del rey Alfonso I el Batallador concediendo el Fuero de Jaca a los francos del Burgo de San Cernin.
Será el 8 de marzo de 1566 cuando la corporación municipal adopte el acuerdo expreso sobre la creación del archivo, siendo el regidor Miguel de Caparroso el encargado de ello. En 1598 el secretario Martín de Senosiáin realiza el primer inventario.
|  |
|  |

|  |
|  |

|  |
|  |

## Lema y títulos de la ciudad
La Ciudad de Pamplona ostenta los títulos de Muy Noble, Muy Leal y Muy Heroica que le fueron otorgados por diferentes monarcas desde 1423, desde la promulgación del Privilegio de la Unión:
- Muy Noble es el primero y viene de la mano del mismo monarca que, al sancionar el Privilegio de la Unión, lo hace constar en el documento sin precisar si obedecía a un otorgamiento previo.
- Muy Leal, como en el caso anterior, no existe evidencia documental expresa de la concesión. En cambio, se tiene noticia del mismo en 1486, cuando Catalina I de Navarra y Juan III de Albret lo mencionan en el privilegio del "mero y mixto imperio" (jurisdicción civil y criminal) concedido a la Noble y Leal Ciudad de Pamplona. (San Juan de Pie de Puerto, 25 de septiembre). Ambos títulos son mencionados de nuevo en las Nuevas Capitulaciones otorgadas a Pamplona el 12 de junio de 1513 en Valladolid. En 1533 también se recogen en el Códice del Privilegio de la Unión elaborado por Fernando de Ilarregui, secretario de Pamplona: «Muy Noble y Muy Leal Ciudad de Pamplona.»
- Muy heroica, por Fernando VII, mediante Real Cédula del 18 de agosto de 1824, «en premio a su fidelidad, constancia y sacrificios tras el bloqueo militar» sufrido el año anterior por el ejército francés. La mención incluía ya completa la triple titulación: Muy Noble, Muy Leal y Muy Heroica Ciudad de Pamplona.[42][43]

## Celebración
Anualmente, el 8 de septiembre se celebra el Privilegio de la Unión. Para conmemorarlo, el Consistorio celebra, entre otros actos, una jornada de puertas abiertas con el fin de que los ciudadanos puedan conocer su ayuntamiento, donde se expone el documento por el que se unieron los tres núcleos de población, y además entrega un pañuelo honorífico a alguna persona reseñable por su fuerte vinculación con la ciudad.
El fin de semana más próximo al 8 de septiembre se celebra en la ciudad un mercado medieval por los antiguos burgos, en los cuales hay artesanos como herreros o peleteros además de muchos desfiles y actuaciones por las calles. El mismo día 8 de septiembre por la mañana (si es en fin de semana) o por la tarde (si es de lunes a viernes), la Corporación Municipal acude en cuerpo de ciudad junto con La Pamplonesa y la Comparsa de Gigantes y Cabezudos a la catedral, donde realiza un responso y una ofrenda floral ante el mausoleo de Carlos III y su esposa Leonor. Tras eso realizan un desfile por las calles de los antiguos burgos para volver a la casa consistorial y efectuar diversos bailes y leer un pregón, entre otros actos, como conciertos, que recuerdan este acontecimiento en la ciudad en ese día tan señalado.

## Controversia
En el año 2015, con el gobierno del nacionalista abertzale Joseba Asiron apoyado por un cuatripartito de izquierdas tras las elecciones municipales, se suprimió la misa en la catedral y permaneciendo solo la ofrenda floral ante el mausoleo de Carlos III y su esposa Leonor. También ese mismo año, el concejal de Aranzadi, Armando Cuenca, levantó polémica debido a que se negó a realizar el acto con el traje de gala reglamentario, tras lo cual pidió disculpas. Además, a causa de este incidente, el Ayuntamiento prohibió la salida de concejales en procesiones y desfiles si estos no portaban el traje de gala reglamentario.
El 7 de septiembre de 2018, varias personas y concejales de UPN protestaron frente al Ayuntamiento con motivo de la entrega del Pañuelo de Pamplona-Iruñeko Zapia, pañuelo honorífico de la ciudad entregado a los primeros ginecólogos (Elisa Sesma, Pablo Sánchez-Valverde y Mari Cruz Landa) que practicaron abortos en la Comunidad Foral de Navarra. Para el grupo municipal de UPN, según declaraciones escritas, no se había «acordado previamente con los grupos municipales» al mismo tiempo que consideraban que no generaba «consenso alguno entre los ciudadanos», por lo que decidieron no asistir al acto y unirse a la gente que participaba en la protesta.
En 2019 se reinstauró la tradicional misa en la Catedral de Pamplona acompañada de la ofrenda floral a los pies del mausoleo real.